# Криптон (телесериал)
«Крипто́н» (англ. Krypton) — американский телесериал, разработанный Дэвидом С. Гойером и Дамианом Кайндлером для кабельного канала Syfy. События шоу будут происходить на родной планете Супермена, примерно за 200 лет до его рождения. Премьера состоялась 15 марта 2018 года.
16 августа 2019 канал Syfy закрыл телесериал после двух сезонов, и также отменил спин-офф про Лобо.

## Сюжет
В центре фантастического сериала — события, происходившие на Криптоне за 200 лет до рождения Супермена. В центре сюжета дедушка Супермена - Сэг-Эл, который одновременно любит двух девушек: Лайту-Зод, это его первая любовь и с ней он проводит свободное время в своем родном квартале. И вторая любовь - Нисса, именно она родила сына, который станет отцом Супермена в будущем. А Лайта-Зод родила сына Дру-Зод, который является завоевателем галактик и тираном.    Действие разворачивается за 200 лет до гибели планеты. В последней серии 2 сезона Брейниак летит на своем звездолёте к Земле с похищенным сыном Сэг-Эла и Ниссы. Дед Супермена, всю жизнь веривший в равенство всех жителей планеты Криптон, решает вести непримиримую борьбу с беспорядками и очистить славное имя Элов…

## В ролях
- Кэмерон Кафф — Сэг-Эл, сильный, уверенный в себе молодой человек. Молодая версия дедушки Супермена. Николас Витам-Мюллер сыграл юного Сэг-Эла.
- Джорджина Кэмпбелл — Лайта-Зод: упрямый кадет и воин в Криптонских военной гильдии, находится в тайных, запрещенных отношениях с Сэг-Элом[6].
- Иэн Макэлхинни — Вал-Эл: дед Сэг-Эла, который бросил вызов смерти перейдя в Фантомную зону и является убежденным сторонником идей освоения космоса[7].
- Эллиот Коуэн — Дарон-Векс: главный судья Кандора, который призван защищать элиту Криптона.
- Энн Огбомо — Джейна-Зод: глава Криптонской военной гильдии и мать Лайты[8]. Первоначально сообщалось, что персонажа будут звать Алура, как мать Супергёрл — Алуру Зор-Эл[9].
- Расмус Хардайкер — Кэм: инженер и лучший друг Сэг-Эла.
- Уоллис Дей — Нисса-Векс: младший судья и дочь Дарон-Векс.
- Аарон Пьер — Дэв-Эм: «плохиш двадцати с чем-то лет».
- Пола Малкомсон — Чарис: матриарх дома Элов, которая будет помогать своему сыну Сэгу пробиваться среди предательских ловушек и интриг города Кандор.[10]
- Блейк Ритсон — Брейниак: сверхпродвинутый инопланетный андроид с высоким уровнем интеллекта.[11]
- Шон Сайпс — Адам Стрэйндж. Попал в прошлое чтобы предупредить Сэг-Эла о надвигающем прошлом который поставит на карту существование Кал-Эла/Супермена.
- Ханна Уэддингем — Джакс-Ур: Лидер Чёрного Зеро.
- Колин Сэлмон — Дру-Зод; будущий сын Лайты-Зод.
- Гордон Александр — Квекс-Ул - Командующий эскадрильей Лайты Сагитари.
- Думсдэй - Кратко появляется в шестом, девятом и десятом эпизодах через CGI.
- Эммет Джей Скэнлэн - Лобо. Охотник за головами. В этом сериале он хочет отомстить Брейниаку.

Также ожидается появление таких персонажей как Тер-Эл (отец Сэг-Эла), Орлица, Флеймбёрд.

## Сезоны
| Сезон | Сезон | Эпизоды | Дата показа   | Дата показа     |
| Сезон | Сезон | Эпизоды | Премьера      | Финал           |
| ----- | ----- | ------- | ------------- | --------------- |
|       | 1     | 10      | 21 марта 2018 | 23 мая 2018     |
|       | 2     | 10      | 12 июня 2019  | 14 августа 2019 |

## Эпизоды

### Сезон 1 (2018)
| № общий | № в сезоне | Название                                           | Режиссёр   | Автор сценария | Дата премьеры  | Произв. код | Зрители в США (млн) |
| --- | ---------- | -------------------------------------------------- | ---------- | -------------- | -------------- | ----------- | ------------------- |
| 1 | 1          | «Pilot» «Пилот»                                    | Неизвестно | Неизвестно     | 21 марта 2018  | 101         | 1.32                |
| Сег-Эл еще не знает, что его будущий внук станет Суперменом, спасителем планеты Земля. Его это и не особо волнует, ведь сейчас угроза нависла от домом Сег-Эла, Криптоном. Чтобы не допустить развития трагедии и предотвратить катастрофу, главному герою придется объединиться с теми людьми, которых он искренне ненавидит. |            |                                                    |            |                |                |             |                     |
| 2 | 2          | «House of El» «Дом Эль»                            | Неизвестно | Неизвестно     | 28 марта 2018  | 102         | 1.07                |
| Сег-Эл получает информацию от Адама Стрэйнджа об Брэйнаке и о собственном внуке который еще не рожден. |            |                                                    |            |                |                |             |                     |
| 3 | 3          | «The Rankless Initiative» «Беззаконная Инициатива» | Неизвестно | Неизвестно     | 4 апреля 2018  | 103         | 0.95                |
| Криптон готовится и к нашествию Брейниака и к неизвестной болезни. |            |                                                    |            |                |                |             |                     |
| 4 | 4          | «The Word of Rao» «Слово Рао»                      | Неизвестно | Неизвестно     | 11 апреля 2018 | 104         | 0.87                |
| Кто-то украл идол "Голос Рао". |            |                                                    |            |                |                |             |                     |
| 5 | 5          | «House of Zod» «Дом Зод»                           | Неизвестно | Неизвестно     | 18 апреля 2018 | 105         | 0.72                |
| Генерал Зод пришел за информацию для Криптона. |            |                                                    |            |                |                |             |                     |
| 6 | 6          | «Civil Wars» «Междоусобицы»                        | Неизвестно | Неизвестно     | 25 апреля 2018 | 106         | TBA                 |
| Брэйниак украл Кандор, а остальные начинают опасаться появления Думсдэя. |            |                                                    |            |                |                |             |                     |
| 7 | 7          | «Transformation» «Перевоплощение»                  | Неизвестно | Неизвестно     | 2 мая 2018     | 107         | TBA                 |
| Кто-то мешает Сег-Элу вернуть Кандор. Но есть ли польза если Кандор вернется? |            |                                                    |            |                |                |             |                     |
| 8 | 8          | «Savage Night» «Беспощадная ночь»                  | Неизвестно | Неизвестно     | 9 мая 2018     | 108         | TBA                 |
| Брэйниак атакует! |            |                                                    |            |                |                |             |                     |
| 9 | 9          | «Hope» «Надежда»                                   | Неизвестно | Неизвестно     | 16 мая 2018    | 109         | TBA                 |
| Криптонцы атакуют Брэйниака. |            |                                                    |            |                |                |             |                     |
| 10 | 10         | «The Phantom Zone» «Фантомная зона»                | Неизвестно | Неизвестно     | 23 мая 2018    | 110         | TBA                 |
| Криптонцы придумывают план как перехитрить Брэйниака и забрать Кандор. |            |                                                    |            |                |                |             |                     |

### Сезон 2 (2019)
| № общий | № в сезоне | Название                                           | Режиссёр   | Автор сценария | Дата премьеры   | Произв. код | Зрители в США (млн) |
| --- | ---------- | -------------------------------------------------- | ---------- | -------------- | --------------- | ----------- | ------------------- |
| 11 | 1          | «Light-Years From Home» «В световых годах от дома» | Неизвестно | Неизвестно     | 12 июня 2019    | 201         | 0.48                |
| Сег-Эл застревает в далеком и весьма странном месте, где его дед пытается возглавить успешное восстание против генерала Зода. |            |                                                    |            |                |                 |             |                     |
| 12 | 2          | «Ghost in the Fire» «Призрак в огне»               | Неизвестно | Неизвестно     | 19 июня 2019    | 202         | 0.43                |
| Адам Стрэндж и Сег, пытаются скрыться от Лобо. Тем временем генерал Зод собирается использовать Ниссу в своих корыстных целях, однако может столкнуться с сопротивлением, хотя его хитрости с головой хватит, чтобы обойти любые проблемы и препятствия.                                                                 |            |                                                    |            |                |                 |             |                     |
| 13 | 3          | «Will To Power» «Воля к власти»                    | Неизвестно | Неизвестно     | 26 июня 2019    | 203         | 0.49                |
| Повстанцы получают существенное преимущество в противостоянии с генералом Зодом. Тем временем Сег лицом к лицу сталкивается с Брэйниаком, и эта встреча не сулит ничего хорошего, ведь может обернуться чем угодно. |            |                                                    |            |                |                 |             |                     |
| 14 | 4          | «Danger Close» «Опасность близко»                  | Неизвестно | Неизвестно     | 3 июля 2019     | 204         | 0.45                |
| Вал и его последователи готовят масштабные атакующие действия, планируя провести блестящее наступление, которое навсегда войдет в учебники истории. Тем временем Адам и Сег возвращаются в совершенно иной Кандор, и испытывают чувство беспокойства и смятения от увиденного.                                           |            |                                                    |            |                |                 |             |                     |
| 15 | 5          | «A Better Yesterday» «Лучшее вчера»                | Неизвестно | Неизвестно     | 10 июля 2019    | 205         | 0.38                |
| Отважный Сег пытается найти ответы на волнующие вопросы о Лите во время затянувшихся переговоров по поводу освобождения заложников. Если специальная операция пройдет успешно, это могло бы стать началом антивоенной кампании и завершить безжалостную бойню на Криптоне.                                               |            |                                                    |            |                |                 |             |                     |
| 16 | 6          | «In Zod We Trust» «Мы верим в Зод»                 | Неизвестно | Неизвестно     | 17 июля 2019    | 206         | 0.37                |
| Сег и Нисса пытаются спасти своего сына, а союзы Вегторов начинают разваливаться. |            |                                                    |            |                |                 |             |                     |
| 17 | 7          | «Zods and Monsters» «Зоды и монстры»               | Неизвестно | Неизвестно     | 24 июля 2019    | 207         | 0.46                |
| Герои становятся свидетелями зарождения Судного Дня. Генералу Зоду придется приложить все свои силы, чтобы противостоять приближающемуся апокалипсису и взять под контроль самое разрушительное оружие из когда-либо созданных. В то же время Сегу и Ниссе предстоит тяжелое сражение, если они хотят спасти жизнь Сега. |            |                                                    |            |                |                 |             |                     |
| 18 | 8          | «Mercy» «Милосердие»                               | Неизвестно | Неизвестно     | 31 июля 2019    | 208         | 0.38                |
| Во время того, как Дев и Джейна помогают Сегу и Ниссе взять на прицел флот генерала Зода, они совершают шокирующее открытие. |            |                                                    |            |                |                 |             |                     |
| 19 | 9          | «Blood Moon» «Кровавая луна»                       | Неизвестно | Неизвестно     | 7 августа 2019  | 209         | 0.29                |
| Сег воссоединяется с Велом и Повстанцами. В то же время Генерал Зод заставляет Думсдэй преклонить колени, прежде чем впоследствии задействовать машину для убийств, чтобы ликвидировать Сег-Эла и повстанческие силы. |            |                                                    |            |                |                 |             |                     |
| 20 | 10         | «The Alpha and The Omega» «Альфа и Омега»          | Неизвестно | Неизвестно     | 14 августа 2019 | 210         | 0.35                |
| Будущее Криптона поставлено на карту, и Сег с помощью союзников решает вступить в схватку со своим врагом, генералом Зодом. |            |                                                    |            |                |                 |             |                     |

## Производство
В 2014 году сообщалось, что Дэвид С. Гойер разрабатывают сериал под названием «Криптон». В декабре 2014 года было подтверждено, что сериал находится в разработке и выйдет в эфир на канале Syfy. Позже было объявлено, что шоу будет спродюсировано Гойером, а сценарий к нему написан Иэном Голдбергом. Первоначально Гойер подтвердил, что действие сериала будет проходить примерно за 200 лет до времени фильма «Человек из стали». Но на San Diego Comic-Con International 2017 года Джефф Джонс рассказал, что сериал будет существовать в своей собственной вселенной.
В мае 2016 года, TV Line сообщили, что Syfy официально заказали пилотный эпизод и что Дамиан Кайндлер назначен шоуранером проекта, Гойер — сo-исполнительным продюсером, а Колм Маккарти снимет пилот. В июне 2016 года стало известно о планах начать производство пилотного эпизода тем же летом в Монреале. В сентябре 2016 года, пилот был снят в Сербии.
18 апреля 2017 года был выпущен первый тизер-трейлер «Криптона»; также сообщалось, что шоу дебютирует в 2017 году. Тем не менее, в следующем месяце Syfy сообщил о переносе премьеры на 2018 год.